# Victor François de Broglie

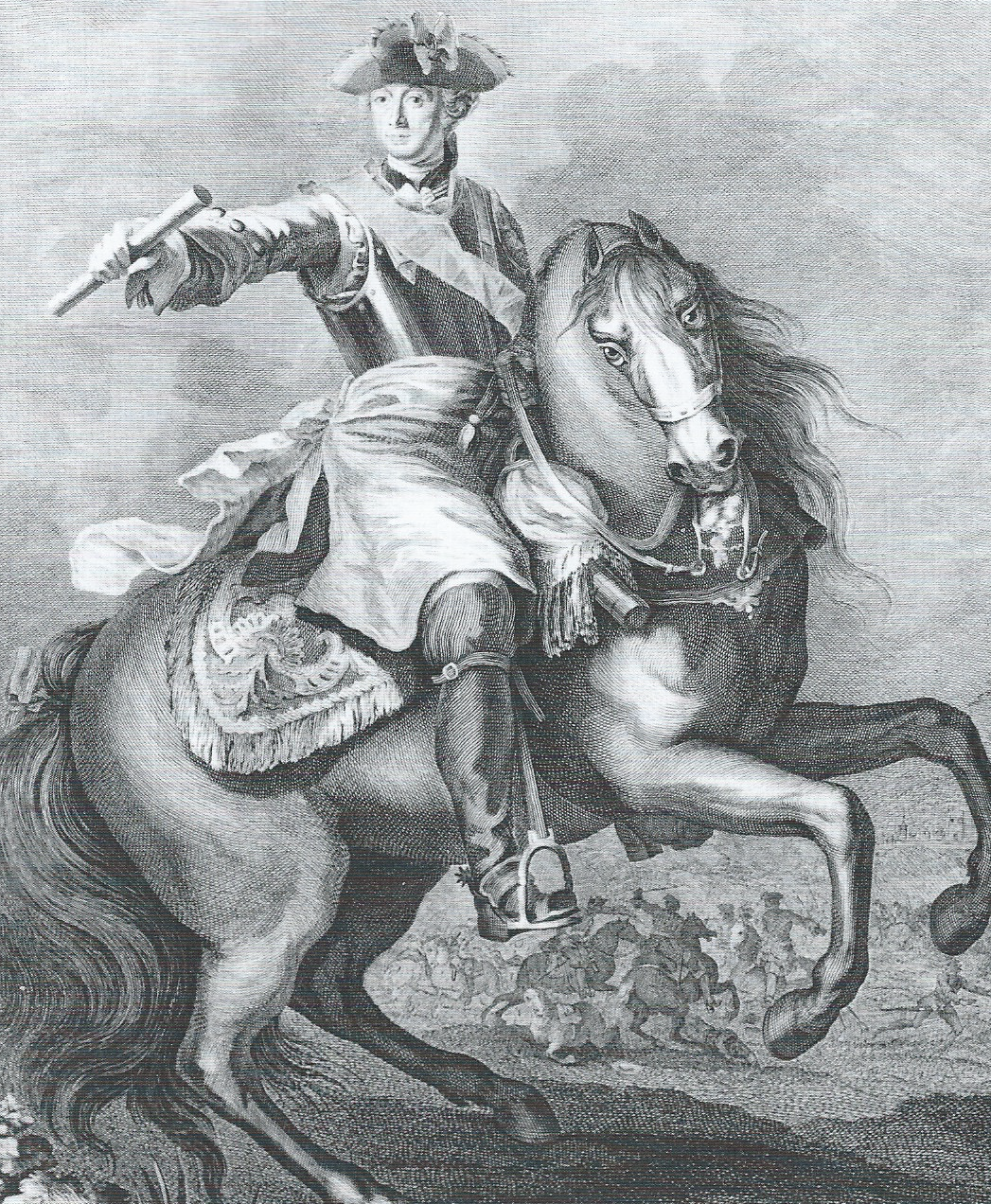
Victor-François de Broglie.

Victor François, hertig de Broglie, född 19 oktober 1718, död 30 mars 1804, var en fransk fältherre. Han var son till François Marie de Broglie och bror till Charles François de Broglie.
de Broglie tog efter 1734 del i Frankrikes europeiska krig och steg snabbt i graderna. Under sjuårskriget blev han 1759 marskalk och var 1759-62 överbefälhavare för den franska hären i Tyskland. Sistnämnda år föll han i onåd men kallades 1789 till krigsminister för att utföra hovpartiets plan att med vapenmakt kväsa nationalförsamlingen. På grund av truppernas opålitliga hållning förmådde han inte uträtta något och tvingades 1792 emigrera.